# Lybne Dyngyl
Lybne Dyngyl (gyyz. ልብነ ድንግል, znany również jako Dawid II; ዳዊት, Dauit, imię tronowe Ueneg Seged, co znaczy w języku gyyz i harari ten któremu kłaniają się lwy) (ur. około 1497 w Debre Dammo – zm. 2 września 1540 r. w pobliżu Debre Dammo) – cesarz Etiopii w latach 1508–1540. Pochodził z dynastii salomońskiej.

## Pierwsze lata rządów
Lybne Dyngyl objął władzę po śmierci swojego ojca, cesarza Naoda, która miała miejsce drugiego sierpnia 1508 roku. Podobno gdy Lybne Dyngyl miał osiem lat i dowiedział się, że następne lata spędzi na górze Amba Gyszien, gdzie tradycyjnie więziono członków rodziny cesarskiej, rozpłakał się, co miało wzruszyć Naoda do zawieszenia tego zwyczaju. Dzięki temu Lybne Dyngyl mógł szybko zostać następcą ojca, jednak początkowo jego władza była li tylko nominalna. W jego imieniu w pierwszych latach rządziła cesarzowa Helena, jego matka Naod Mogesa, oraz negasz Godżamu Uesen Seged. Około 1516 emir sułtanatu Adal Mahfuz zaatakował pograniczne obszary Etiopii. Pomimo broni palnej dostarczonej muzułmanom przez Turków, Lybne Dyngyl odniósł zwycięstwo nad Mahfuzem. Bitwę rozstrzygnął pojedynek mnicha Gebre Yndryjasa z samym Muhfuzem, w którym ten ostatni poniósł śmierć. Wojska wrogów Etiopii zostały wypędzone z powrotem w głąb Adalu, co miało później stanowić ostatnie zwycięstwo Etiopczyków na kilkadziesiąt następnych lat. Młody cesarz niepomny na przestrogi mnichów początkowo prowadził beztroski żywot, współżyjąc z konkubinami, przyjmując obyczaj palenia tytoniu, oraz organizując turnieje rycerskie.

## Nawiązanie stosunków z Europą
Za czasów rządów Lybne Dyngyla doszło do pierwszych kontaktów między Etiopią a krajami europejskimi. Inicjatorką tego pomysłu była cesarzowa Helena. W 1509 lub 1510 wysłała ona posła ormiańskiego pochodzenia o imieniu Mateusz na dwór Królestwa Portugalii. Przy pomocy floty portugalskiej Helena chciała zwyciężyć muzułmański sułtanat na wybrzeżu Morza Czerwonego. W planach Heleny było również skoligacenie dynastii salomońskiej z panująca rodziną z Portugalii. W 1518 król Portugalii Manuel I Szczęśliwy w porozumieniu z papieżem Leonem X wysłał misję dyplomatyczną. Posłowie spotkali się z Lybne Dyngylem w 1520, jednak cesarz nie był zadowolony z ich przybycia, ponieważ liczył bardziej na pomoc wojskową. Prawdopodobnie nie był tak entuzjastycznie nastawiony na współpracę z Europą w ramach ewentualnej koalicji przeciwko muzułmanom, jak Helena. Po sześciu latach portugalska misja dyplomatyczna powróciła do Europy ze złotą koroną dla Jana III Dobrego i papieża Klemensa VII. Wraz z posłami portugalskimi płynęli także etiopscy, wysłani przez cesarza do Europy. Misja zakończyła się niepowodzeniem, ponieważ żadna ze stron nie podjęła dalszych kroków. Lybne Dyngyl nie przywiązywał większej wagi do pomocy ze strony Europejczyków, zbyt dufny we własną siłę. Uważał, że złoto, etiopskie wsparcie wojskowe ze strony lądu, oraz przyzwolenie na zajęcie niektórych portów Morza Czerwonego stanowią odpowiednią cenę dla króla portugalskiego, aby ten przysłał swoją flotę. Poglądy cesarza miała zrewidować dopiero bliska zagłada kraju piętnaście lat później.

## Inwazja imama Grania

### Pierwsze walki

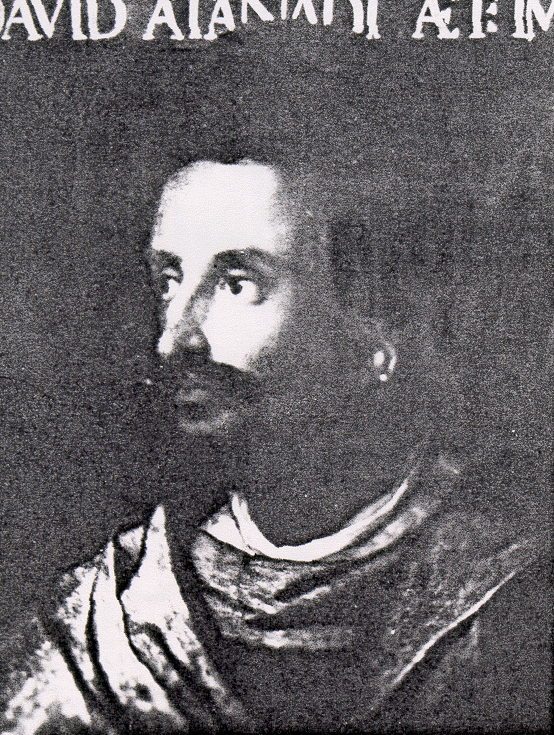
Przybliżony wizerunek Lybne Dyngyla jest dziś znany dzięki kontaktom Etiopii z Europą. Cesarza opisał Francisco Álvares, który spotkał się z nim w 1520 roku.

Trwające kilka lat dobre stosunki między Etiopią, a Adalem skończyły się, gdy na czele sułtanatu stanął dowódca wojskowy Ahmad ibn Ibrihim al-Ghazi, zwany w etiopskich źródłach imamem Graniem ze względu na swoją leworęczność. Zabił on panującego sułtana i osadził na tym stanowisku własnego, marionetkowego władcę. Imam zerwał pokojowe relacje z cesarstwem i zaczął gromadzić przeciwko niemu wojsko. Lybne Dyngyl chcąc wyprzedzić ruchy przeciwnika, około 1525 wysłał swoje oddziały na granicę Adalu, ale został pokonany. Podobnie zakończyła się ekspedycja wysłana w 1526, lub 1527 pod wodzą szwagra cesarza i naczelnego wodza rasa Degelhana. Po sześciodniowej bitwie Degelhal przegrał. Po dwóch zwycięstwach imam Grań przeszedł do ofensywy i zorganizował wyprawę łupieską do etiopskiej prowincji Ifat. Trzy korpusy wojsk muzułmańskich splądrowały Ifat i powróciły do Adalu ze zdobycznym bydłem i niewolnikami. Jeszcze tym razem muzułmanie pod wodzą Grania wycofali się z Etiopii. Ich taktyka miała się wkrótce zmienić pod wpływem ambicji politycznych Grania.

### Rozpoczęcie świętej wojny

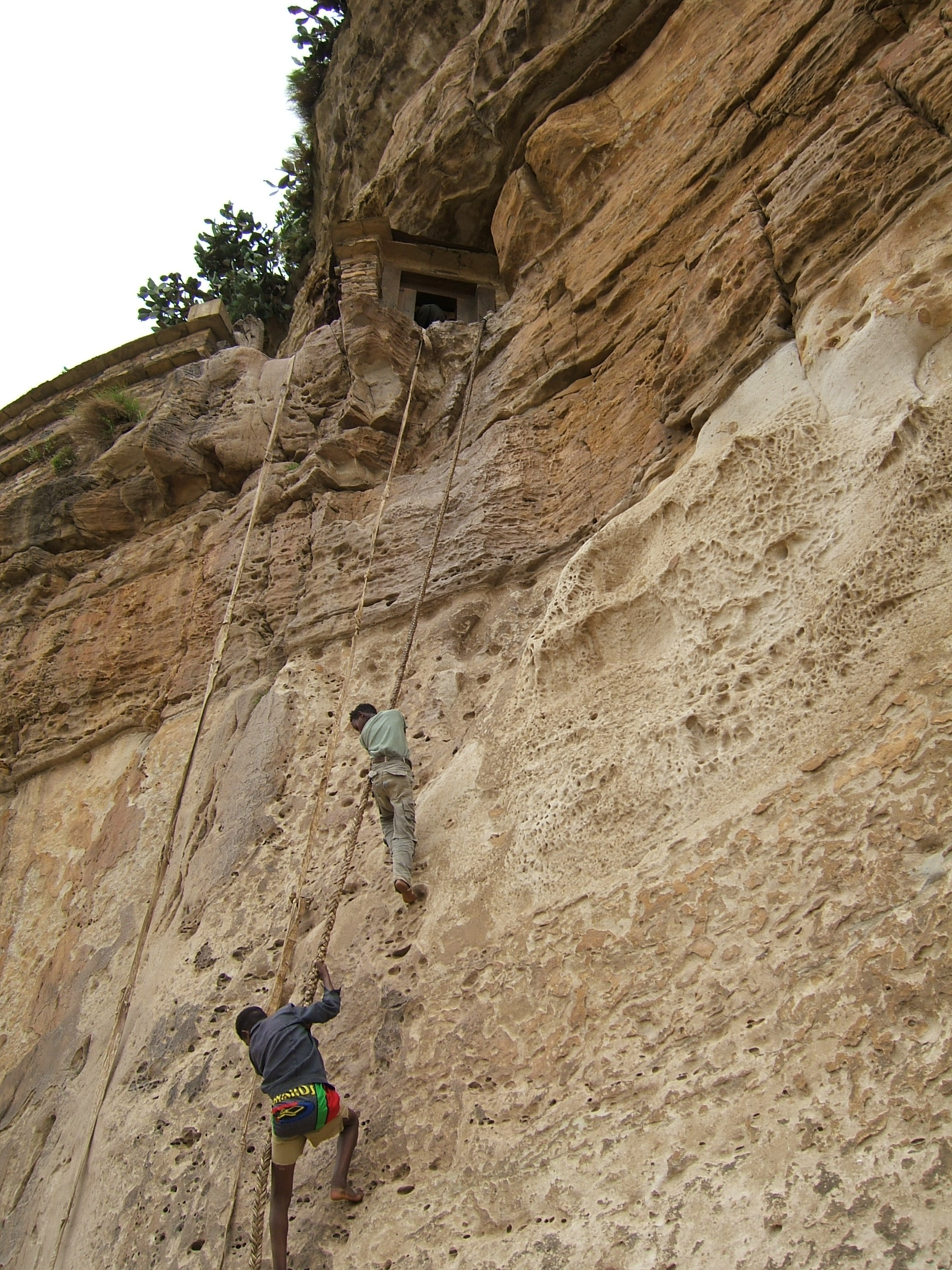
Wejście na górę Debre Dammo. Tam urodził się cesarz Lybne Dyngyl i w pobliżu góry poniósł śmierć w walce z muzułmanami. Na Debre Dammo znajduje się klasztor mnichów Kościoła etiopskiego.

Z czasem imam Grań zaczął nawoływać sąsiednie, barbarzyńskie ludy do "świętej wojny", czyli dżihadu przeciwko Etiopii. Na wezwanie władcy stawili się przedstawiciele koczowniczych plemion z terenów dzisiejszej Somalii i Afarowie. Potężna armia Grania przekroczyła rzekę Auasz i szła w kierunku miejscowości Baduka, gdzie cesarz miał swoją rezydencję. Gdy Lybne Dyngyl dowiedział się o planach przeciwnika, zgromadził wojsko z całej Etiopii. Pierwsza bitwa rozegrała się nad rzeką Semerma, gdzie liczniejsza i lepiej wyszkolona, regularna armia cesarska wbrew rozkazom Lybne Dyngyla stoczyła walkę z muzułmanami. Mimo przewagi wynikającej z udziału nienawykłych do regularnych bitew i przyzwyczajonych przede wszystkim do wypraw łupieskich Somalijczyjków po stronie imama Grania, wojska cesarza poniosły klęskę. Następna bitwa miała miejsce w lutym, bądź marcu 1529 pod Szynbura Kurie, gdzie ponownie zwycięstwo odniósł imam Grań. Po zregenerowaniu sił, oddziały muzułmańskie urządziły wyprawę łupieżczą w czerwcu tego roku do prowincji Deuaro i Bali, kiedy część możnowładztwa nawet nie podjęła walki w zamian za obietnicę oszczędzenia ich ziem ze strony napastników.

### Wyprawa Grania w głąb Etiopii
Imam Grań po dwóch miesiącach od tej ekspedycji zebrał nowe wojska i po raz kolejny zaatakował Etiopię, tym razem z pomocą niewielkiej ilości artylerii. Posiadał siedem dział. Jednym z celów nowej kampanii miał być kościół w Antiochii. Bitwa pod tą miejscowością w 1531 roku zakończyła się kolejna porażką armii Lybne Dyngyla. O przegranej zadecydowała w dużej mierze artyleria. Gdy cesarz dowiedział się o wyniku starcia pod Antiochią, zorganizował następna armię, liczącą co najmniej dziesięć tysięcy żołnierzy. Nowe oddziały dowodzone przez rasa Tekle Ijesusa miały zaskoczyć wroga od tyłu, ale Grań wiedział o tych planach i sam zaskoczył Tekle Ijesusa i pokonał w bitwie pod Ajfer. Imamowi w poruszaniu się po trudnym i górzystym terenie Etiopii pomagali świetnie zorientowani przewodnicy. Po doznanych klęskach Lybne Dyngyl wycofał się i postanowił nie wydawać bitwy imamowi ze względu na poniesione straty. Dowództwo w wojnie przejął od cesarza dawny regent Etiopii, Uesen Seged, cieszący się dużym autorytetem. Gdy Uesen Seged zginął pokonany przez muzułmanów, morale Etiopczyków upadło i wiele regionów przeszło na islam.

### Ucieczka Lybne Dyngyla na północ

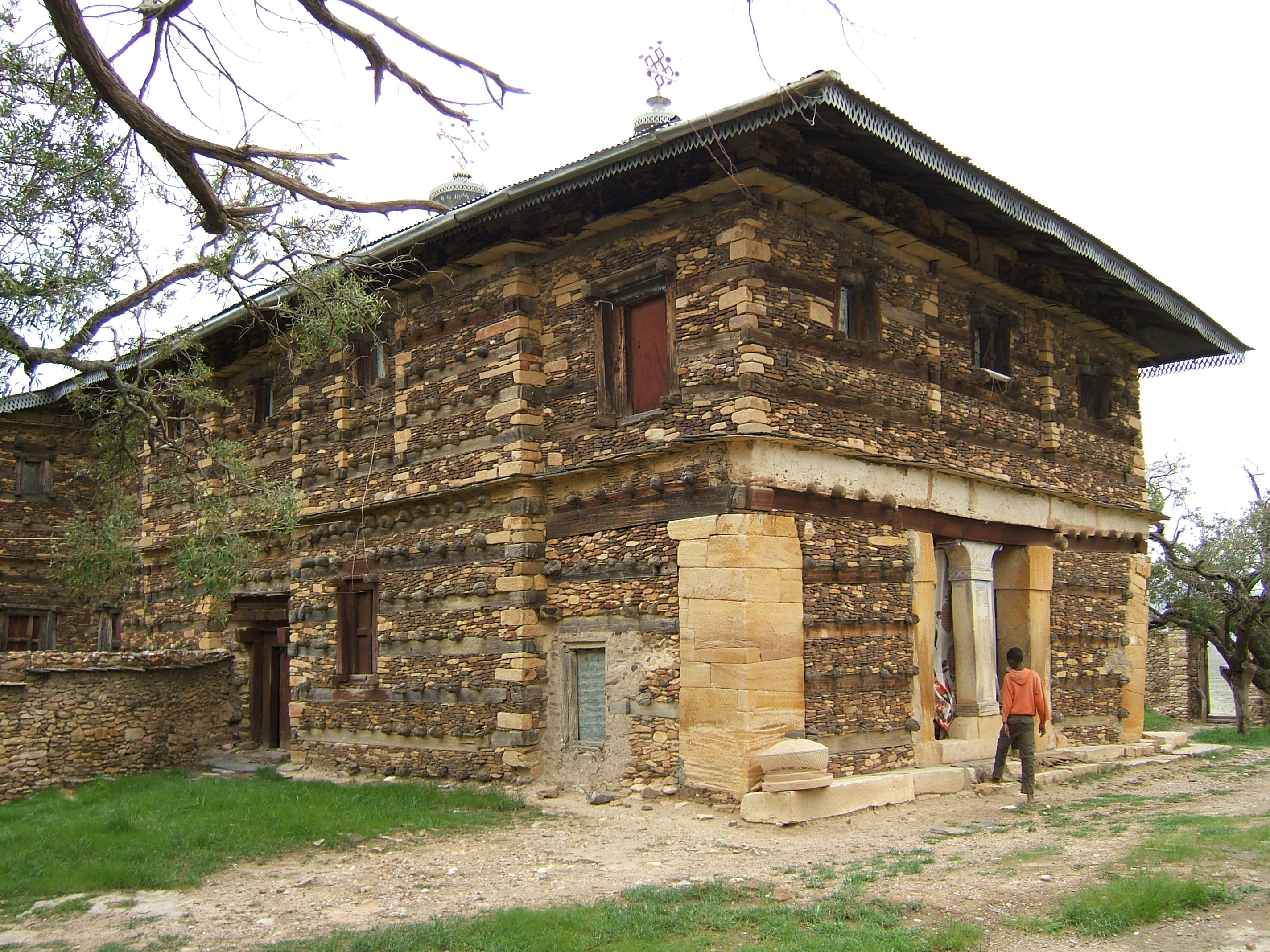
Kościół na górze Debre Dammo

W połowie 1531 roku cesarz wyjechał ze zniszczonej przez najeźdźców prowincji Szeua, pozostawił w zastępstwie swojego najstarszego syna, Jakuba i schronił się w wysokogórskim regionie Biet-Amhara, stanowiącego trudną do zdobycia twierdzę. Sam Lybne Dyngyl obsadził wojskami stoki gór u przełęczy Uesil. Imam Grań postanowił zaatakować pozycje cesarskie w górach. Przełęcz Uesil została zdobyta dwudziestego pierwszego października 1531 roku. Podczas pogromu cesarz zostawił swoich pozostałych przy życiu żołnierzy i uciekł w stronę rzeki Beszyllo. Jeden z dowódców armii muzułmańskiej, gerad Ahmuszu ruszył za cesarzem w pogoń, ale nie pojmał go. Następnie zaatakował górę Amba Gyszien i dostał się do niewoli, gdzie został ścięty. Muzułmanie musieli odstąpić od oblężenia Amba Gyszien. Imam Grań skierował się nad jezioro Hajk, skuszony bogactwami znajdującymi się w klasztorze Debre Ygziabher. Mnisi zgodzili się oddać Graniowi wszystkie bogactwa za cenę oszczędzenia kościelnych budynków. Do 1533 jedynymi nieopanowanymi przez muzułmanów rejonami były Godżam, Tigraj i Begiemdyr. W kwietniu tego roku imam na czele swych wojsk ruszył na północ i przeszedł przez prowincję Lasta, zawładnął miastem Aksum, a w Semien i Uegera na stronę muzułmanów przeszli wyznający judaizm Felaszowie. Później Grań ścigał Lybne Dyngyla, jednak ten umykał pogoni. W marcu 1534 muzułmanie zaatakowali Begiemdyr.

### Ostatnie lata cesarza
Cesarstwo stanęło na krawędzi zagłady, więc Lybne Dyngyl zwrócił się o pomoc zbrojną do Portugalii. W 1535 wysłał europejskiego posła pochodzącego z Wenecji, Jana Bermudeza do Rzymu. W 1536 lub 1537 imam Grań całkowicie podbił Begiemdyr, a następnie Godżam. W 1538 zaproponował Lybne Dyngylowi pokój i złączenie wrogich dynastii małżeństwem, jednak cesarz odmówił. Władca Etiopii ponosił kolejne klęski. Siódmego maja 1538 zginął jego syn Wiktor, a trzynaście dni później do niewoli dostał się drugi syn Minas. Rok później Lybne Dyngyl odniósł wreszcie zwycięstwo w jednym ze starć. W styczniu 1540 w wyniku zdrady muzułmanie zdobyli Amba Gyszien. Drugiego września tego roku Lybne Dyngyl zginął w bitwie w pobliżu góry Debre Dammo, gdzie się urodził i gdzie mieści się ważny dla Etiopczyków klasztor pochodzący z VI wieku. Po śmierci cesarza tron Etiopii przejął jego młody syn ze związku z cesarzową Seble Uengiel, Klaudiusz. Wraz z początkiem rządów Klaudiusza cesarstwo zaczęło się powoli podnosić z upadku, ponieważ cieszył się większym poparciem społecznym niż swój ojciec. Sam Lybne Dyngyl nie doczekał się odsieczy ze strony Europejczyków, ponieważ pomoc w postaci czterystu muszkieterów Krzysztofa da Gamy przybyła dopiero w 1541 roku.

## Opis wyglądu Lybne Dyngyla
Portugalski misjonarz Francisco Álvares tak opisał wygląd cesarza: 

Pod względem wieku, karnacji i postury jest młodym człowiekiem, niezbyt czarnym. Jego karnacja może być kasztanowa lub podpalana. Nie tak bardzo ciemnego koloru. On jest bardzo wychowanym człowiekiem, średniego wzrostu. Powiedzieli że miał dwadzieścia trzy lata i zresztą na tyle wyglądał. Miał okrągłą twarz, duże oczy, długi nos pośrodku, a broda zaczęła mu rosnąć. W prezencji i posturze w pełni wyglądał na wielkiego pana, którym w istocie był.

 Jeszcze w XVI wieku Europejczycy wierzyli w istnienie bogatego, zamorskiego, chrześcijańskiego królestwa legendarnego Księdza Jana. Według jednej z wersji legendy krajem tym miała być Etiopia.